# Bobík (Šumava)

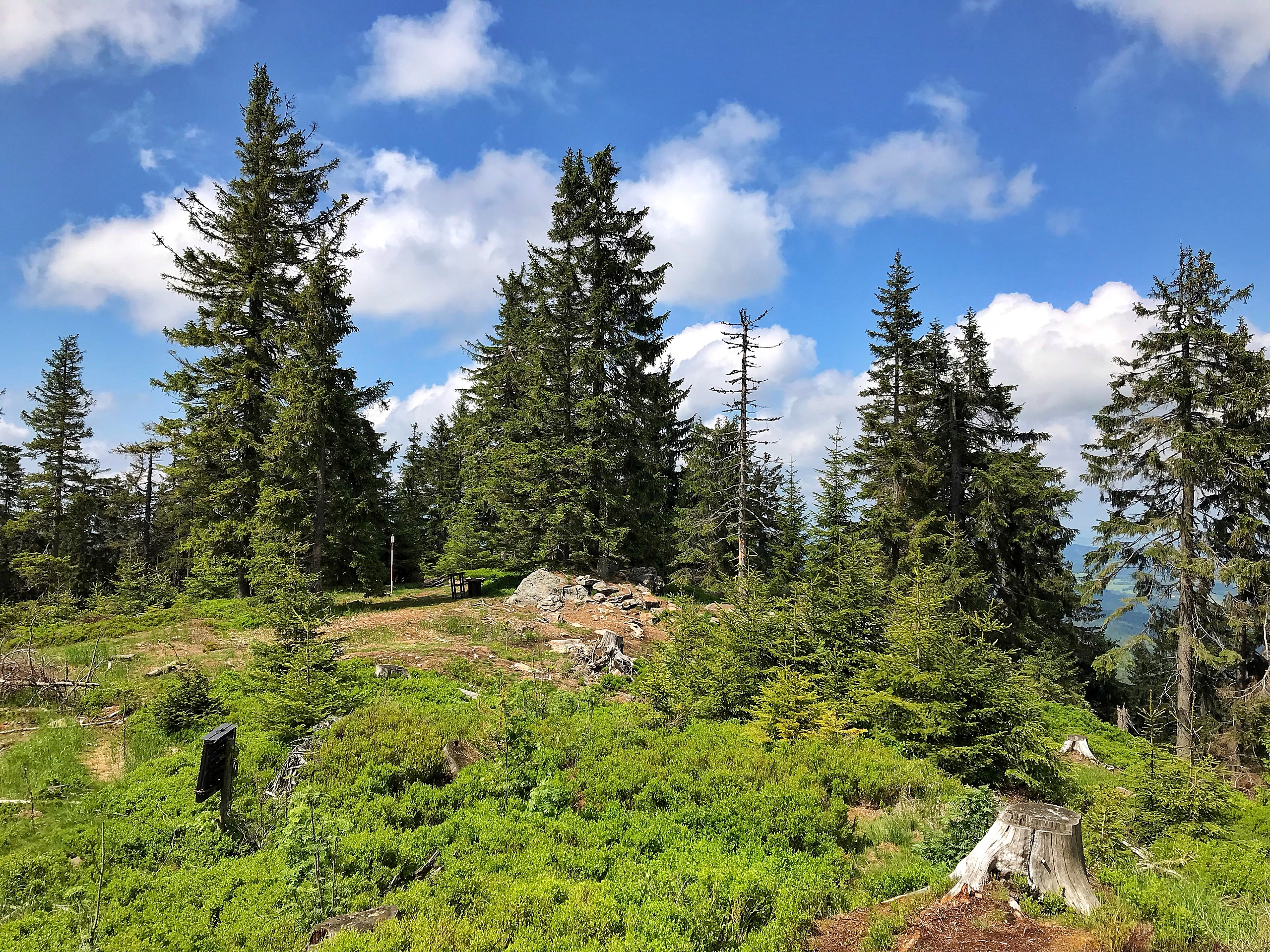
Vrchol Bobíku

Bobík (německy Schreiner) je jihočeská hora v Boubínské hornatině dosahující výšky 1265 m n. m. Nachází se 6 km severně od města Volary, je nejvyšší horou na jeho území a zároveň je nepřehlédnutelnou dominantou celé volarské kotliny. Ostře tvarovaný Bobík tvoří spolu s oblým masívem Boubína charakteristickou siluetu Šumavy viditelnou i ze značně vzdálených míst ve vnitrozemí Čech.

## Název
Hora se v minulosti nazývala Velký Bobík. Používání tohoto názvu je doloženo ještě na státní mapě z roku 1983, či v knize Zeměpisný lexikon ČR: Hory a nížiny z roku 2006.

## Vrchol
Na vrcholu Bobíka stávala dřevěná čtyřpatrová triangulační věž. Ta se však nezachovala a v současnosti je vrchol pokrytý lesem, prakticky bez výhledu (s výjimkou malého průhledu mezi stromy k severu). Je tu umístěna vrcholová kniha.

## Přístup
Bobík je přístupný z několika směrů. Nejkratší cesta (6 km) na vrchol vede od západu z železniční zastávky Zátoň po modré a červené turistické značce. Na Bobík vede též červená značka od jihu z Volar (7 km) a od severu z Vimperka (20 km), na kterou se v sedle pod Bobíkem od východu napojuje modrá značka ze Záblatí (10,5 km).